# Mallory Park
Der Mallory Park ist eine Motorsport-Rennstrecke in Leicestershire und mit einer Länge von 2,173 km eine der kürzesten permanenten Rennbahnen in Großbritannien. Der Mallory Park liegt in der kleinen Ortschaft Kirkby Mallory, die der Rennstrecke ihren Namen gab.

## Streckengeschichte

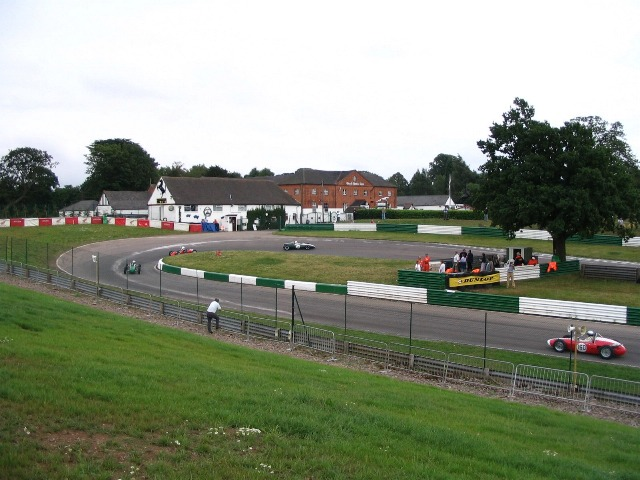
Hairpin und Strecken-Gebäude am Mallory Park

Die Strecke war in den 1940er-Jahren eine Trabrennbahn und wurde in den frühen 1950er-Jahren, nach einigen Besitzerwechseln, befestigt und 1956 als Automobil- und Motorradrennstrecke eröffnet. Der erste Rennfahrer auf der Strecke war der damalige britische Sportwagen- und Formel-1-Pilot Bob Gerard, nach dem auch eine Gerade auf der Bahn benannt ist.
Seine Blütezeit hatte der Rennkurs in den 1960er- und 1970er-Jahren, als fast alle britischen Motorsportmeisterschaften im Park gastierten. In den 1970er-Jahren fanden auch Wertungsläufe zur Formel-2-Europameisterschaft auf dieser Rennstrecke statt.
2003 wurde der Bereich der Gerards Bend umgebaut, um die Geschwindigkeit vor der folgenden Kurvenpassage zu reduzieren.
2013 führten nicht eingehaltene Lärmschutzbestimmungen zu einer zeitweisen Stilllegung des Kurses und einem Wechsel des Betreibers. Daher fanden 2014 keine Veranstaltungen auf dem Kurs statt.

## Streckenbeschreibung
Die Strecke bietet mehrere Varianten. Herzstück ist ein 1,6 km langes Oval, das allerdings nur mehr selten befahren wird. Dazu kommt der Full Circuit und die Motorradrennstrecke, die durch zusätzliche Schikanen den Rundkurs auf 2,269 km verlängert. Diese Schikanen sind notwendig, da der Kurs sonst für Motorradrennen schnell und gefährlich wäre.
Mallory Park verfügt über keine permanenten Garagen, obwohl es eine Handvoll offener Garagen in der Boxengasse gibt. Zum Areal gehört auch ein Motocrosskurs, auf dem 2008 und 2009 der britische Weltmeisterschaftslauf stattfand. Seit Ende 2013 ist diese Strecke ungenutzt und liegt brach. Die Motocross-Aktivitäten wurden aufgrund von Lärmbelästigungen eingestellt, und die neuen Eigentümer der Rennstrecke haben im Interesse der Verbesserung der Beziehungen zur örtlichen Gemeinde keine Pläne für eine Wiederaufnahme des Motocross-Sports.

## Veranstaltungen

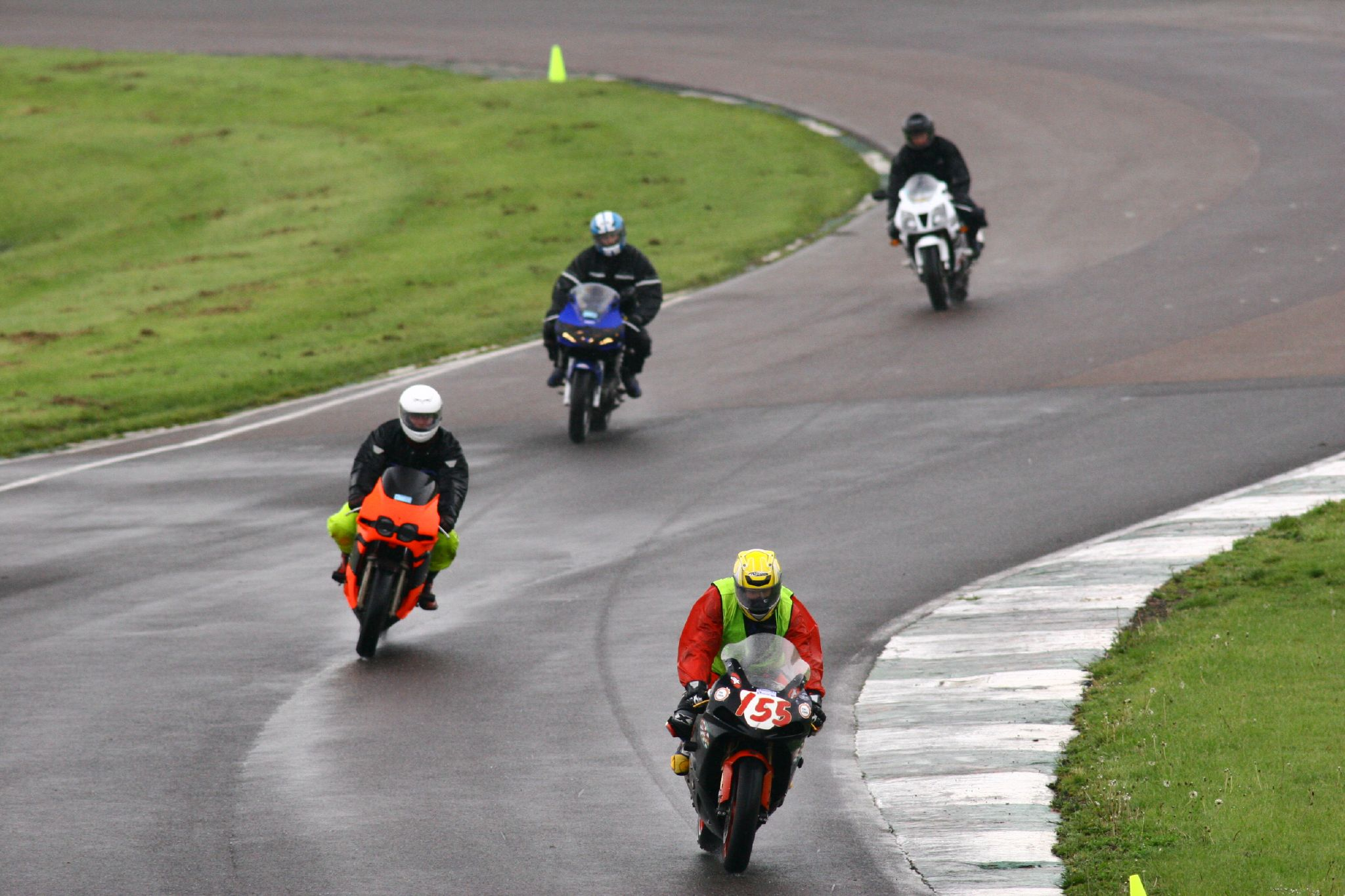
Motorradrennfahrer im Mallory Park 2007

Anfang der 70er Jahre gastierten unter anderem die Formel-2-Europameisterschaft, die Formel 3 Europa-Meisterschaft und die Europäische Formel 5000-Serie in Mallory Park.
Bedeutende Veranstaltungen in der Vergangenheit waren die Britische Formel-3-Meisterschaft, die British Touring Car Championship und die britische Superbike-Meisterschaft.
Aktuell (Stand 2024) finden vor allem historische Meetings, Clubrennen und die streckeneigene Motorrad-Meisterschaft der East Midland Racing Association auf dem Kurs statt.

## Sonstiges
Im 2007 Juli verunglückte der Brite Ollie Bridewell im Training tödlich. Er kam auf regennasser Fahrbahn ohne Fremdeinwirkung von der Strecke ab, stürzte und schlug in die Begrenzungen ein. Er starb an seinen schweren Kopfverletzungen. Seit 1958 findet auch das Mallory Park Race of the Year für Motorräder, welches zu keiner Meisterschaft gehört, statt.